# Indian Institute of Technology Kanpur
Das Indian Institute of Technology Kanpur (auch IIT Kanpur oder IITK) ist eine Technische Universität in Kanpur im indischen Bundesstaat Uttar Pradesh. Es gehört als eines der Indian Institutes of Technology den besten Hochschulen des Landes.

## Geschichte
Die Gründung erfolgte 1959. Seit 1963 befindet es sich auf seinem Campusgelände. Im ersten Jahrzehnt nach der Gründung hat es von dem Kanpur Indo-American Programme profitiert, dem führende amerikanische Universitäten angehörten. Schon 1963 wurden die ersten Informatikkurse angeboten.

## Fakultäten
- Geisteswissenschaften
- Ingenieurwissenschaften
- Naturwissenschaften
- Wirtschaftswissenschaften